# Epichnopterix flavociliella
Epichnopterix flavociliella är en fjärilsart som beskrevs av Mann 1864. Epichnopterix flavociliella ingår i släktet Epichnopterix och familjen säckspinnare. Inga underarter finns listade i Catalogue of Life.